# 罗援
罗援（1950年4月17日—），四川省广元市苍溪县人，毕业于中国人民解放军国际关系学院、中国人民解放军国防大学，现为军事科学院世界军事研究部副部长、研究员、博士生导师、中国军事科学学会常务理事兼国际军事分会会长。

## 生平
1950年代，中华人民共和国抗美援朝期间，罗援出生。父亲是中共著名革命家、中调部部长罗青长，家中还有3个兄弟，罗抗、罗挺、罗振。文化大革命时期，罗青长被作为“走资派”打倒，通过罗青长的战友刘忠、董占林的帮助，罗援被安排到云南省当兵，因家庭情况当时没有军中职位，文化大革命结束之后转正。
2013年2月22日，时任军事科学院世界军事研究部副部长罗援少将开通个人微博，并获得身份认证。由于这是首位少将开通微博，其内容也成为网民发泄和造谣的标靶。其中以秦火火（秦志晖）带动民粹主义攻击为主，其造谣罗援上将及家属供职于德国西门子公司等。2014年4月，秦火火当庭认罪造谣，并向罗援道歉。

## 家庭
罗援的父亲是中共革命家罗青长。罗援在六个兄弟姐妹中排行第三，罗援的大哥为罗抗，二哥为罗挺，四弟为罗振，罗抗出生在抗日战争时期，故而取名“罗抗”；罗挺出生在第二次国共内战解放军挺进中原时期，故而取名“罗挺”，曾是西沙水警区政委，后为中国人民解放军海军少将；罗振出生最晚，名字意思是“振兴中华”，为第一太平戴维斯（中国）公司总经理、纽约华荣集团总经理，美国中国留学人员联谊会常务副会长。

## 政治觀點
- 罗援反对转基因技术貿然使用於主糧， 并主张军方参与转基因食品安全管理[9]。
- 罗援指近年有不知哪來的勢力在網上傳播汙衊朝鮮戰爭歷史與先烈的言論，其一在於北韓先發動攻擊所以是不義之方，罗援點出其荒謬性，因為美國南北戰爭時林肯也是攻擊方，所以林肯也是侵略者？在民族內戰中不論攻擊先後都沒有人是侵略者，因為都是同一國領土，羅表示這類言論其幕後大戰略是「要亡其國，先亡其史」，意圖毀滅你的歷史正義性。[10]
- 罗援接受外界稱他為鹰派。他表示1989年羅馬尼亞革命的启示，是“自由民主派”本質是西方傀儡派的名稱，他們若得势共产党人连骨灰都难留。[11]
- 2016年末在新書《鷹膽鴿魂》的電視訪談中表示，從歐美各種亂象和建設低效率可以表明，中國已經走在正確道路上，美國總統歐巴馬都公開承認川普當選是俄國勢力介入結果，若他說的為真這不就表明所謂西式民主制度有多恐怖，外國勢力只要透過謀略就能接管你的政府。若他說的話為假，那也證明所謂民主總統為了政治內鬥可以隨意造謠汙衊對手，置國家利益於不顧。在超限戰時代第一波攻擊絕不是空軍或飛彈，而是意識形態，[10]過去30多年中國可以說是挺過了一波意識形態炮擊的狂轟濫炸，這是不亞於一場大戰爭的勝利，我們所要的戰略其實很簡單，就是堅定走下去。
- 2019年7月，撰文称，如不接受一国两制，可在武力统一或和平统一台湾后，实行“一国一制”[12]。

## 轶事
- 羅援早年居住在頤東苑，就讀於西苑小學和北京一零一中學，與王滬寧前妻周琪是發小（鄰居兼小學同學)。
- 2013年2月22日，罗援在新浪微博开通账号。但是当月25日，该账号突然发出一条“罗援将军是军人也是学者，对朝核问题分析的很到位，所提建议非常合情合理，水平就是高！在电视台做军事评论员是最受观众欢迎的！”的自夸微博而导致网友围观。事后新浪微博发出公告，表示上述赞美罗援的微博是有人盗窃了罗援的帐号而发出的。[13]